# Marquesado de los Castillejos (1864)

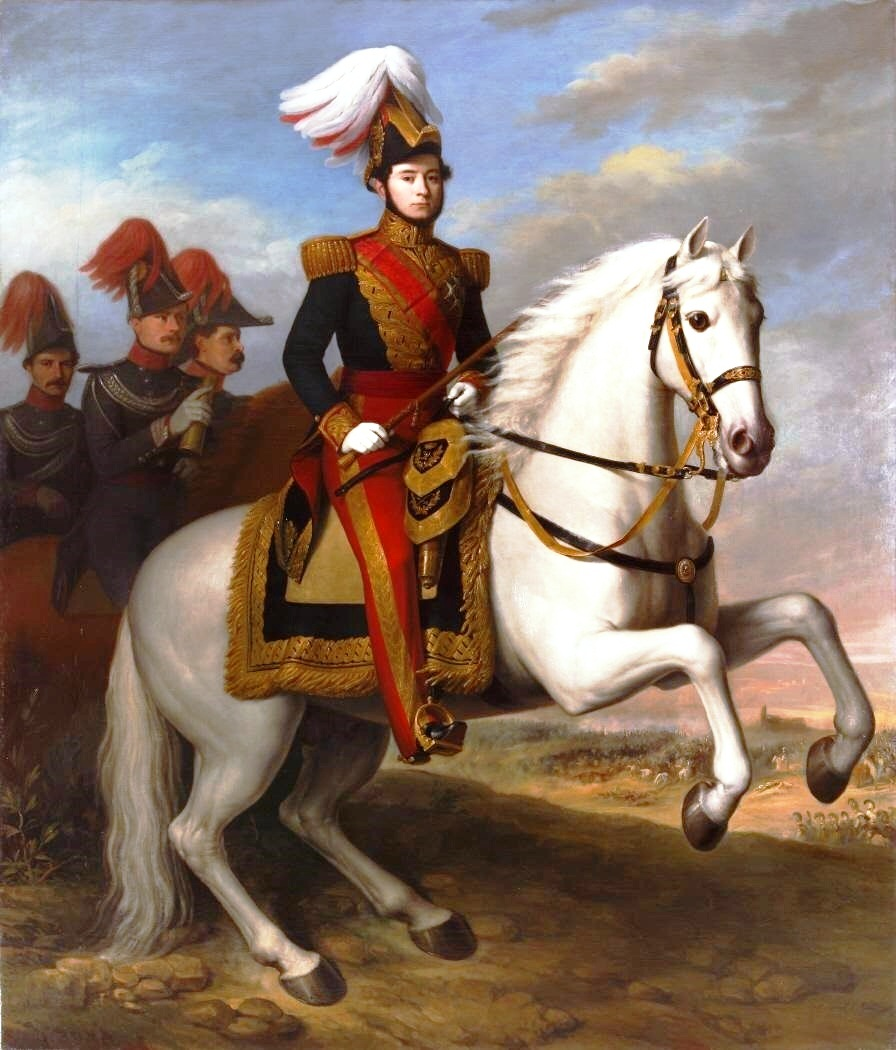
Juan Prim y Prats, I vizconde de Bruch, I conde de Reus, I marqués de los Castillejos grande de España, etc

El marquesado de los Castillejos fue un título nobiliario español creado por la reina Isabel II de España por real decreto de 19 de marzo de 1860 y confirmado por real despacho de 15 de junio de 1864, con grandeza de España originaria, a favor del capitán general Juan Prim y Prats, quien ya poseía los títulos de I vizconde del Bruch y I conde de Reus.
El título de marqués de los Castillejos, dejó de existir al ser elevado a ducado en la persona del II marqués, su hijo Juan Prim y Agüero, como forma de agradecimiento póstumo al I marqués por los servicios prestados al país. El general Prim, entonces Presidente del Consejo de Ministros sufrió un atentado el 27 de diciembre de 1870 y falleció tres días después tras infectarse las heridas sufridas en el ataque. El 31 de diciembre la Regencia elevó el marquesado a ducado por Decreto, lo que confirmó el rey Amadeo I de España por Real Despacho de 19 de febrero de 1871.

## Denominación
El título se le concedió en reconocimiento por su actuación en la batalla de los Castillejos, librada el 1 de enero de 1860 durante la guerra con Marruecos.

## Armas
Escudo de los Prim.

## Marqueses de los Castillejos
|                        | Titular                | Periodo                |
| Creación por Isabel II | Creación por Isabel II | Creación por Isabel II |
| ---------------------- | ---------------------- | ---------------------- |
| I                      | Juan Prim y Prats      | 1864-1870              |
| II                     | Juan Prim y Agüero     | 1870-1871              |
| Último titular         |                        |                        |
| Elevación a ducado     |                        |                        |

## Historia de los marqueses de los Castillejos
- Juan Prim y Prats (1814 - 1870), I marqués de los Castillejos grande de España, I conde de Reus, I vizconde del Bruch.

Casó con Francisca Agüero y González, I duquesa de Prim, II condesa de Agüero. Le sucedió su hijo:
- Juan Prim y Agüero (1858 - 1930) II y último marqués de los Castillejos grande de España (por elevación a Ducado), I duque de los Castillejos grande de España, II conde de Reus, II vizconde del Bruch. Sin descendientes. El derecho a sus títulos los heredó su hermana Isabel Prim y Agüero, II duquesa de Prim, quién no los ostentó, pero los trasmitió a través de su sobrina María de la Concepción Salvadó Prim y Golferich, en cuyos hijos recayeron.